# Aloe reynoldsii
Aloe reynoldsii es una planta suculenta  perteneciente a la familia de los aloes. Es endémica de Sudáfrica.

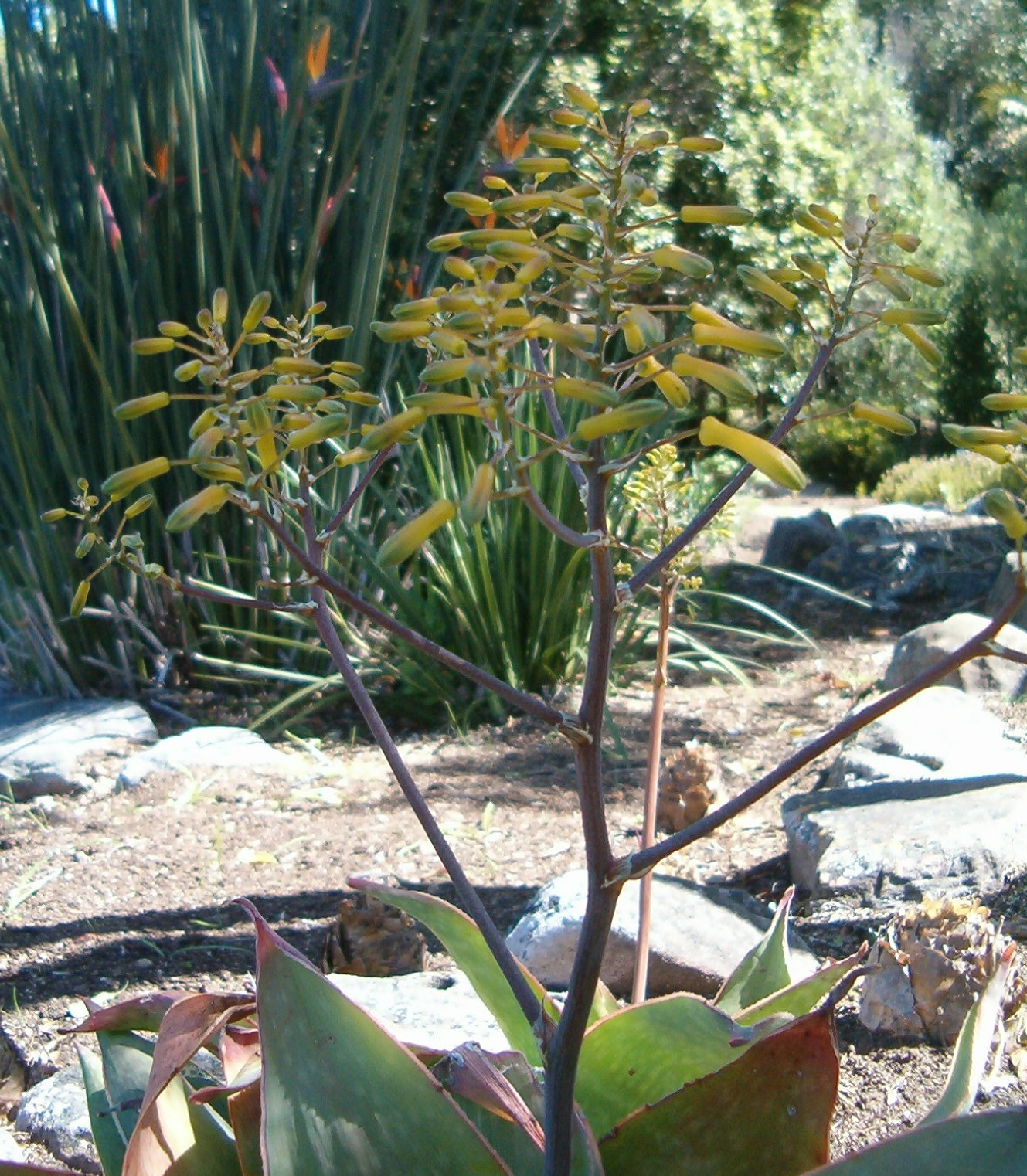
Inflorescencia

## Descripción
Es una planta suculenta sin tallos o muy pequeños, agrupadas sus hojas en rosetas. Las hojas son alargadas, carnosas con textura cerosa con líneas marcadas y numerosas manchas y los márgenes armados con dientes blancos. Las inflorescencias se encuentran en numerosos racimos con flores tubulares de color amarillo.

## Taxonomía
Aloe reynoldsii fue descrita por Cythna Lindenberg Letty y publicado en Fl. Pl. South Africa 14: 558, en el año 1934.
Etimología
Ver: Aloe
La especie fue nombrada en honor del especialista botánico Gilbert Westacott Reynolds.